# Koło w stylu Continental

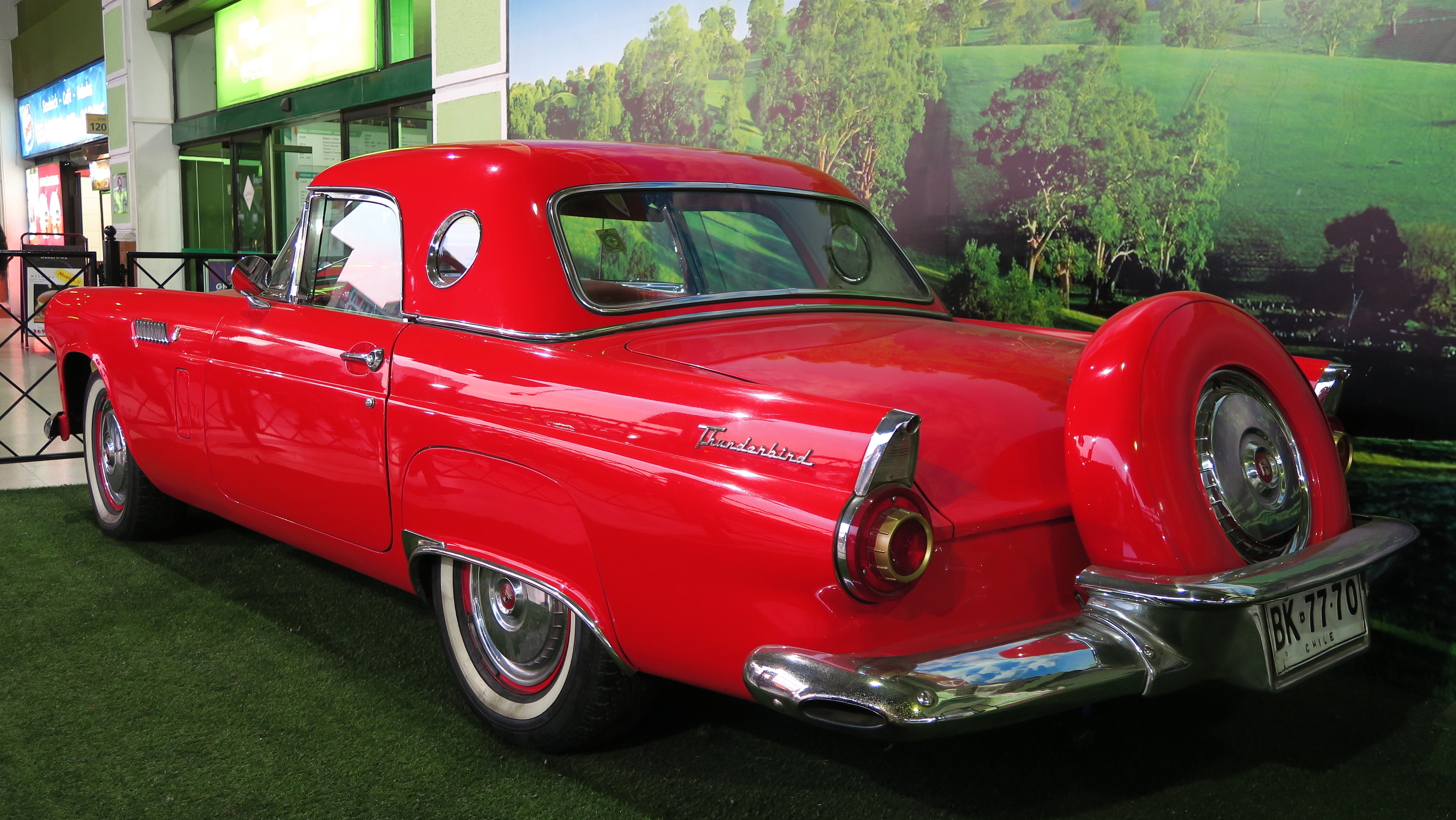
1956 Ford Thunderbird z kołem w stylu Continental

Koło w stylu Continental (ang. Continental tire, Continental kit) – sposób mocowania koła zapasowego w samochodach osobowych z tyłu na zewnątrz bagażnika w ozdobnej osłonie, popularny zwłaszcza w samochodach amerykańskich od lat 40. do 60. XX wieku. Termin ten dotyczył samochodów z nadwoziem sedan, coupé lub kabriolet, natomiast nie dotyczył samochodów terenowych.

## Historia

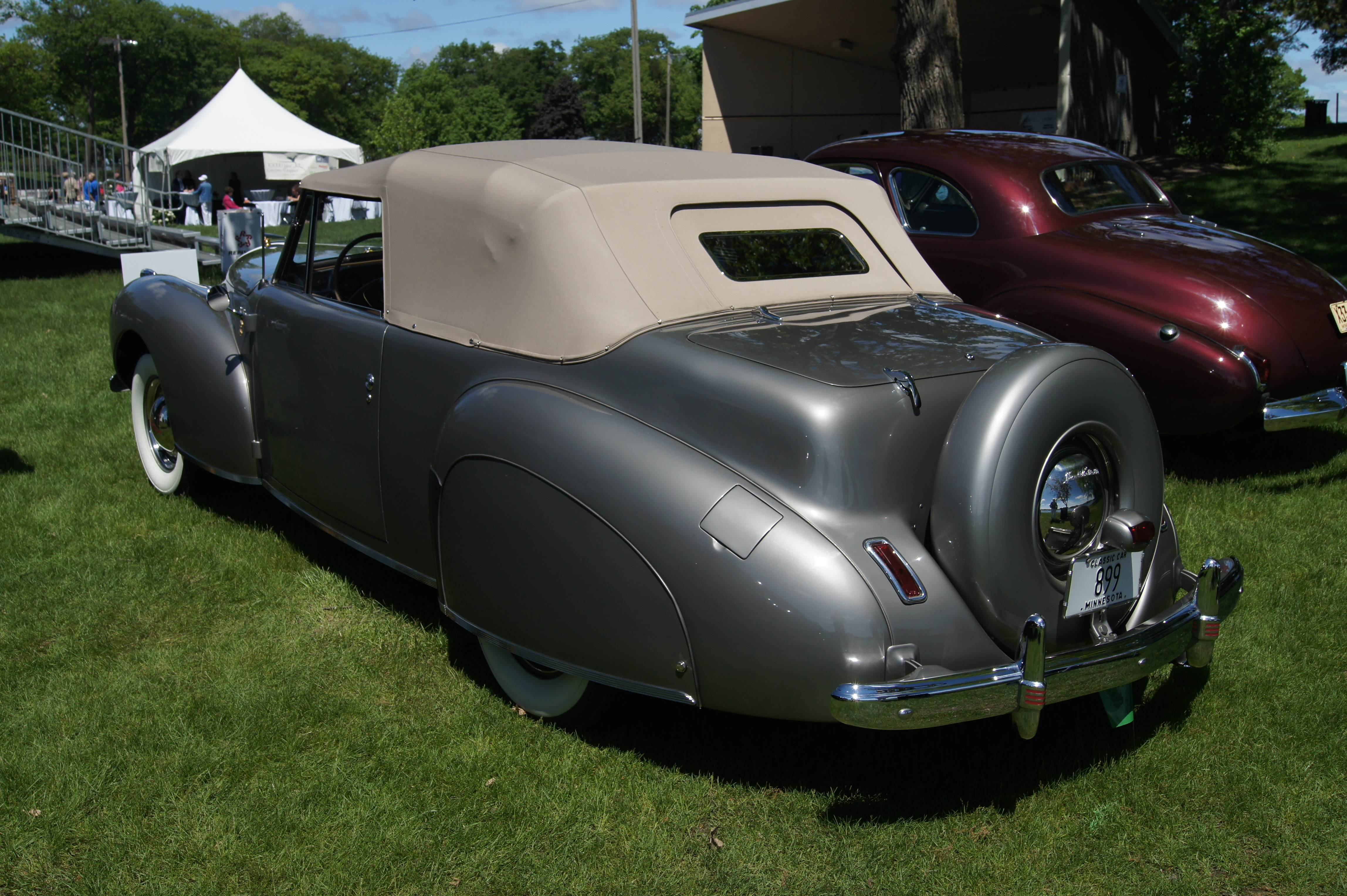
1941 Lincoln Continental

W początkach motoryzacji koła zapasowe przewożone były na ogół pionowo na zewnątrz samochodu, po bokach na błotnikach lub poprzecznie z tyłu . W latach 30. XX wieku zaczęto stosować na nich różne ozdobne osłony . Z chwilą pojawienia się w nadwoziu integralnych zamkniętych bagażników, zaczęto je przewozić także w bagażniku, jednakże takie rozwiązanie ograniczało przestrzeń na bagaże . Pierwszym szerzej znanym samochodem, w którym koło zapasowe umieszczono zostało pionowo z tyłu za bagażnikiem w osłonie, stanowiąc integralny ozdobny element nadwozia, był amerykański luksusowy Lincoln Continental z końca lat 30. XX wieku . Stąd rozwiązanie takie zaczęło być znane w USA jako koło Continental (Continental tire) lub pakiet Continental (Continental kit) . Opisywane było w latach 50. w materiałach reklamowych także jako koło zapasowe „w stylu europejskim” (European-style, np. w samochodzie Kaiser Vriginian).

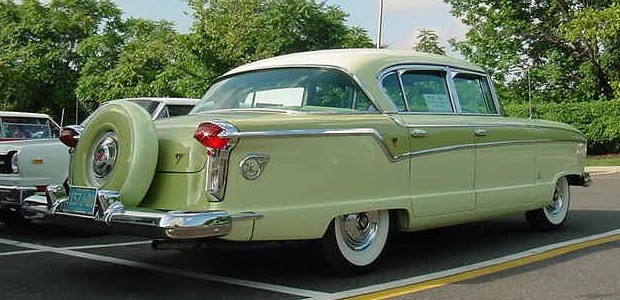
1956 Nash Ambassador z pakietem Continental w kolorze nadwozia

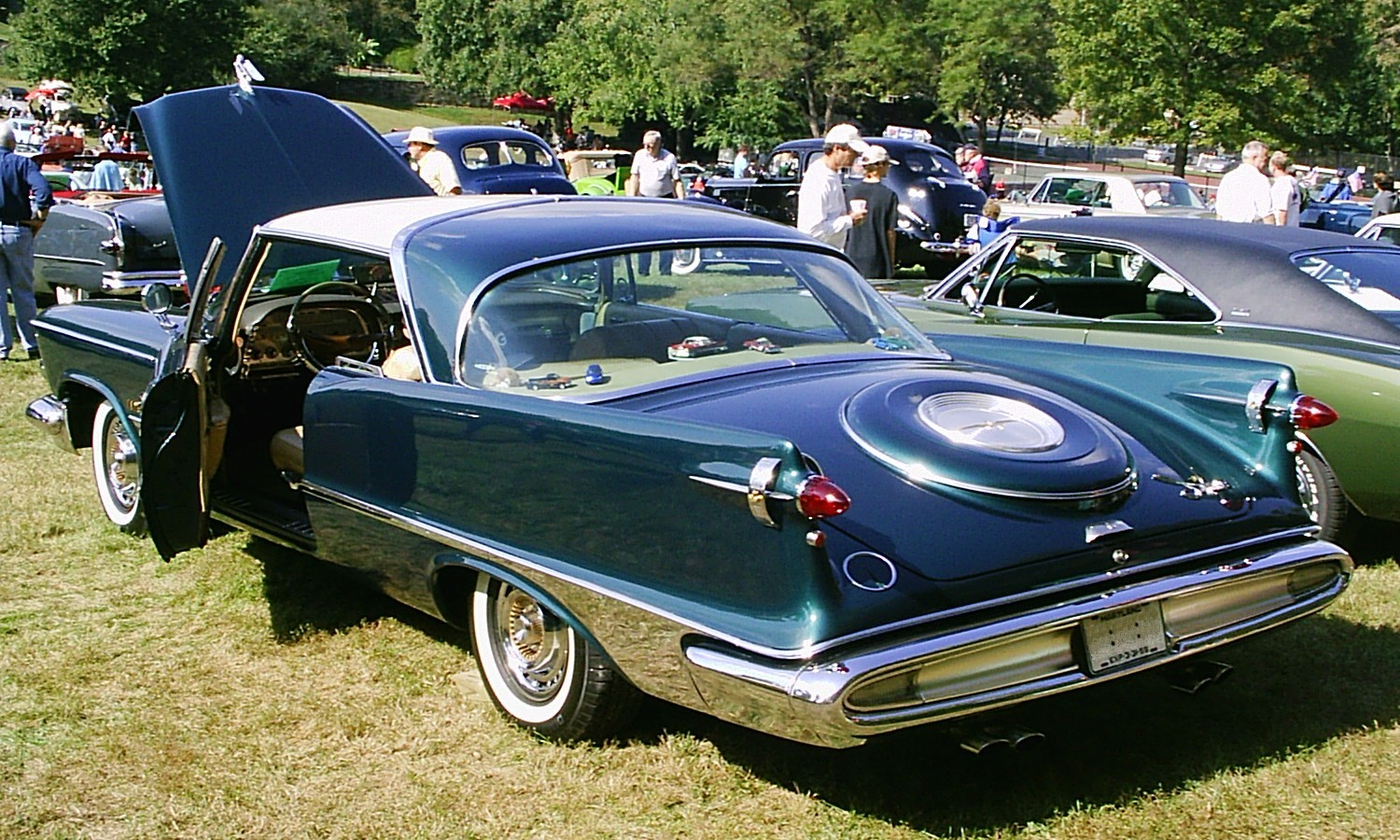
1959 Imperial z fałszywym pakietem Continental

Rozwiązanie tego typu upowszechniło się w USA w latach 50, stosowane przez wielu producentów jako wyposażenie standardowe lub dodatkowe w licznych modelach pojazdów, mających sprawiać bardziej luksusowe wrażenie, a także montowane jako akcesorium pozafabryczne . Stosowano je także na samochodach o charakterze sportowym, jak Ford Thunderbird, który w modelu z 1956 roku miał takie koło w standardzie . Stosowano także koła tego typu leżące na pokrywie bagażnika. Niektóre marki, jak Chrysler, zaczęły stosować fałszywy pakiet Continental w postaci ozdobnego wytłoczenia pokrywy bagażnika, mającego sugerować koło zapasowe pod nim (np. w samochodzie Packard Hawk z 1958 roku) . Stosowano też fałszywą opcjonalną nakładkę na pokrywę bagażnika, nie kryjącą koła (Ford w 1953 roku).
Do 1960 roku, wraz ze zmianami stylu nadwozi samochodów, pakiet Continental wyszedł z mody w nowych samochodach. Jedynie oryginalny Lincoln Continental w nowym wydaniu od 1969 do 1998 miał wytłoczenie na tylnej klapie, nawiązujące do zastosowanego po raz pierwszy w tym modelu koła zapasowego w takim stylu .
Koła zapasowe mocowane z tyłu jako element ozdobny dotyczyły jedynie samochodów z nadwoziem sedan, coupé lub kabriolet. Nie dotyczyły natomiast samochodów terenowych, w których koło zapasowe było mocowane na tylnej ścianie nadwozia ze względów użytkowych (jednym z pierwszych był Willys MB), a później także jako element terenowego lub jedynie uterenowionego wizerunku. 